# Bill Higgins
William Higgins, detto Bill (Toledo, 15 dicembre 1952), è un ex cestista statunitense, professionista nella ABA.

## Carriera
Venne selezionato dai New Orleans Jazz al settimo giro del Draft NBA 1975 (109ª scelta assoluta).